# رافاثي
رافاثي هي مخرجة وممثلة هندية، ولدت في 8 يوليو 1966 في الهند. من الجوائز التي نالتها جائزة الفيلم الوطني لأفضل ممثلة مساعدة ‏ وجائزة فيلم فير جنوب.

## جوائز
- جائزة الفيلم الوطني لأفضل ممثلة مساعدة [الإنجليزية]‏
- جائزة فيلم فير جنوب

## وصلات خارجية
- رافاثي على موقع IMDb (الإنجليزية)
- رافاثي على موقع أول موفي (الإنجليزية)
- رافاثي على موقع قاعدة بيانات الفيلم (الإنجليزية)
- رافاثي على موقع كينوبويسك (الروسية)